# Kilgetty
Kilgetty (walesiska: Cilgeti) är en ort i Storbritannien.   Den ligger i kommunen Pembrokeshire och riksdelen Wales, i den södra delen av landet, 300 km väster om huvudstaden London. Kilgetty ligger 57 meter över havet och antalet invånare är 2 011.
Terrängen runt Kilgetty är platt. Havet är nära Kilgetty åt sydost.  Närmaste större samhälle är Pembroke, 14,7 km väster om Kilgetty. 